# Andrzej Nowaczyk
Andrzej Jarosław Nowaczyk (ur. 3 marca 1939 w Poznaniu) – polski wioślarz, olimpijczyk z Tokio (1964), Mistrz Sportu, odznaczony brązowym Medalem za Wybitne Osiągnięcia Sportowe. Syn Józefa i Franciszki Walentyny (z d. Skibińska). Jego kariera sportowa przypada na lata 1960–1967. Ukończył Technikum Mechaniczne w Poznaniu (kreślarz). Wyemigrował do Kanady.
Należał do klubów sportowych:
- KW 04 Poznań;
- Zawisza Bydgoszcz;
- AZS Wrocław.

## Osiągnięcia sportowe
- 1960–1967 - 14 razy zdobył mistrzostwo Polski (ósemka, czwórka bez i ze sternikiem);
- 1962 - 4. miejsce podczas Mistrzostw Świata w Lucernie (czwórki ze sternikiem, w osadzie razem z Szczepanem Grajczykiem, Ryszardem Lubickim, Marianem Leszczyńskim, Jerzym Pawłowskim - sternik);
- 1963 - 4. miejsce podczas Mistrzostw Europy w Kopenhadze (czwórka ze sternikiem, w osadzie razem z Szczepanem Grajczykiem, Ryszardem Lubickim, Marianem Leszczyńskim, Jerzym Pawłowskim - sternik);
- 1964 - 4. miejsce podczas Mistrzostw Europy w Amsterdamie (czwórka ze sternikiem, w osadzie razem z Ryszardem Lubickim, Marianem Leszczyńskim, M. Szypułą, Jerzym Pawłowskim - sternik);
- 1964 - 6. miejsce w finale (7:28.15) Igrzysk Olimpijskich w Tokio, czwórka ze sternikiem, w osadzie razem z Szczepanem Grajczykiem, Ryszardem Lubickim, Marianem Leszczyńskim, Jerzym Pawłowskim (sternik) – 3. miejsce w przedbiegach (6:58.64), 1. miejsce w repesażu (7:11.74);
- 1965 - 4. miejsce podczas Mistrzostw Europy w Duisburg (czwórka ze sternikiem, w osadzie razem z Ryszardem Lubickim, Marianem Leszczyńskim, M. Szypułą, Jerzym Pawłowskim - sternik).